# Metynnis lippincottianus
Metynnis lippincottianus, com nomes populares de pacu manchado, pacuzinho, pacu CD, pacu-prata ou pacu-peva, é uma espécie de  serrasalmidae nativa da América do Sul (bacias amazônicas e paraguaias), é considerada invasora na bacia do rio São Francisco.
Foi nomeada por Cope em homenagem ao seu amigo James S. Lippincott (1819-1885), que fez várias contribuições nas áreas da meteorologia, agricultura e outros estudos.
Com tamanho de até 20 cm de comprimento, possui manchas escura lateral com várias outras pequenas manchas arredondadas. Tem dieta herbívora, mas em situações extremas pode se alimentar de peixes menores e crustáceos. Não tem dimorfismo sexual aparente, e por sua reprodução ser continuada (durante todo o ano), consegue uma rápida colonização quando introduzido.